# Dominique Briquel
Dominique Briquel (Nancy, 21 gennaio 1946) è un etruscologo, latinista e archeologo francese.

## Biografia
Dominique Briquel, dopo aver studiato al lycée Poincaré a Nancy dal 1962 al 1963, al lycée Louis-le-Grand di Parigi dal 1963 al 1964, studia all'École Normale Supérieure dal 1964 al 1969, e frequenta i seminari di Jacques Heurgon all'Università la Sorbona, di Michel Lejeune, Raymond Bloch e Paul Courbin a l'École Pratique des Hautes Études. È stato membro dell'École française di Roma dal 1971 al 1974. Sin dal 1974 ha insegnato lingua latina all'École Normale Supérieure. Dal 1984 al 1996 è stato professore di latino all'Università della Borgogna a Digione. Dal 1992, è stato direttore degli studi all'École pratique des hautes études, nel dipartimento di studi storici e scienze filologiche, e dal 1996, professore di lingua latina all'Università Paris-Sorbonne.
I suoi principali campi di ricerca sono il linguaggio e la civiltà etrusca, così come la fase più arcaica della storia romana.

## Onorificenze
- Membro corrispondente dell'Académie des Inscriptions et Belles-Lettres.[3]
- Corrispondente straniero dell'Accademia reale di scienze, lettere e belle arti del Belgio.
- Corrispondente straniero dell'Istituto Lombardo, Accademia di Scienze e Lettere, Milano.
- Membro della sede francese dell'Istituto Nazionale di Studi Etruschi ed Italici, Firenze.

## Opere (parziale)

### Libri e monografie
- (FR)  Les Pélasges en Italie, recherches sur l’histoire de la légende, Bibliothèque des Écoles Françaises d’Athènes et de Rome, nº 252, Roma, 1984.[2]
- (FR)  L’origine lydienne des Étrusques, histoire du thème dans la littérature antique, serie dell'École Française de Rome, nº 139, Rome, Roma 1991.[2]
- (FR)  Les Tyrrhènes, peuple des tours, l’autochtonie des Étrusques chez Denys d’Halicarnasse, serie dell'École Française de Rome, nº 178, Roma 1993.[2]
- (FR)  Les Étrusques, peuple de la différence, Armand Colin, Parigi, 1993.[2]
- (FR)  Le regard des autres, les origines de Rome vues par ses ennemis (début du IVe siècle/ début du Ier siècle av. J.-C.), Annales Littéraires de l’Université de Franche-Comté, nº 623, Besançon, 1997.
- (FR)  La civilisation étrusque, Fayard, Parigi, 1999.[2]
- (FR)  Les Étrusques, serie Que sais-je?, PUF, Parigi, 2005.
- (FR)  Tite-Live, les origines de Rome (Histoire romaine, livre I), series Folio classique, Éditions Gallimard, Parigi, 2007.
- (FR)  Mythe et Révolution. La fabrication d'un récit : la naissance de la république à Rome, Bruxelles, Latomus, 2007.
- (FR)  La prise de Rome par les Gaulois : lecture mythique d'un événement historique, Presses de l'université Paris-Sorbonne, Parigi, 2008.
- (FR)  Romulus jumeau et roi. Realites d'une legende, Les Belles Lettres, Paris, 2018.

Articoli e capitoli:
- (FR)  À propos du nom des Ombriens, 1973, P. 357-393, in Mélanges d'archéologie et d'histoire de l'École française de Rome, n. 85 (1973).
- (FR)  Le problème des Dauniens, MEFRA, 86, 1974, 7-40.
- (FR)  Les jumeaux à la louve et les jumeaux à la chèvre, à la jument, à la chienne, à la vache», en Recherches sur les religions de l’Italie antique, Ginevra, 1976, 73-97.
- (FR)  Versions étrusques de l’autochtonie, DHA, 12, 1986, 295-313.
- (FR)  Les traditions sur l’origine de l’écriture en Italie, RPh, 62, 1988, 251-271.
- (FR)  Denys, témoin de traditions disparues: l’identification des Aborigènes aux Ligures, MEFRA, 101, 1989, 97-111.
- (FR)  Le regard des Grecs sur l’Italie indigène, en Crise et transformation des sociétés archaïques de l’Italie antique au Ve siècle av. J.-C., Roma, 1990, 165-188.
- (FR)  Entre Rome et Veies : le destin de la Gens Tolumnia, in "Archeologia classica", Istituto di archeologia dell'Università di Roma, Vol.43, 1991, p.193-206.
- (FR)  Virgile et les Aborigènes, REL, 70, 1992, 69-91.
- (FR)  Denys d'Halicaraasse et la tradition antiquaire sur les Aborigenes." Pallas- Revue d'etudes antiques (Toulouse). Vol. 39, 1993, pp. 17-39;
- (FR)  La formation du corps de Rome: Florus et la question de l’Asylum, ACD, 30, 1994, 209-222.
- (IT)  Il mito degli Iperborei: dal caput Adriae a Roma, in "Concordia e la X Regio. Giornate di studio in onore di D. Bertolini", Trento, 1995, 189-195.
- (FR)  Pastores Aboriginum (Justin 38, 6, 7): à la recherche d’une historiographie grecque anti-romaine disparue, REL, 73, 1995, 44-59.
- (IT)  La tradizione letteraria sull’origine dei Sabini: qualche osservazione, in "Identità e civiltà dei Sabini", Firenze, 1996, 29-40.
- (FR)  Chrétiens et haruspices: la religion étrusque, dernier rempart du paganisme romain, École Normale Supérieure, Parigi, 1997.
- (FR)  La légende de fondation de Tibur, ACD, 33, 1997, 63-81.
- (IT)  La zona reatina, centro dell’Italia: una visione della penisola alternativa a quella romana, in "La Salaria in età antica", Roma, 2000, 79-89.
- (FR)  Les deux origines de Lanuvium, en Origines gentium, Bordeaux, 2001, 297-308.
- (FR)  La propagande d’Hannibal au début de la deuxième guerre punique: remarques sur les fragments de Silènos de Kalèactè, in "IV Congreso Internacional de Estudios Fenicios y Púnicos", Cadice, 2000, vol. I, 123-127.
- (FR)  Pélasges et Tyrrhènes en zone égéenne, in "Der Orient und Etrurien", Firenze, 2000, 19-36.
- (IT)  Le origini degli Etruschi: una questione dibattuta sin dall’antichità, in M. Torelli (ed.), "Gli Etruschi", Milano, 2000, p. 43-51.
- (FR)  18-19 mars 210 av. J.-C., le Forum brûle: un épisode méconnu de la deuxième guerre punique, series Kubaba, série Antiquité, L’Harmattan, Parigi, 2002.
- (FR)  Mythe et révolution. La fabrication d’un récit: la naissance de la république à Rome, series Latomus, nº 308, Bruxelles, 2007.
- (FR)  La prise de Rome par les Gaulois, lecture mythique d¹un événement historique, Université Paris-Sorbonne, Parigi, 2008.

Lavori in collaborazione:
- (FR)  La divination dans le monde étrusco-italique, Tours, 1985.
- (FR)  Les religions de l’Antiquité, sotto la direzione di Y. Lehmann, series Premier Cycle, PUF, Parigi, 1999; contributo personale:  "La religion étrusque", pp. 7–75.
- (FR)  Histoire romaine, tome I, Des origines à Auguste, edizioni Fayard, sotto la direzione di François Hinard, Parigi, 2000; 
  - capitolo I: "Le sillon du fondateur",
  - II: "La lente genèse d’une cité",
  - III: "Des rois venus du nord",
  - IV: "Les débuts difficiles de la liberté",
  - V: "La nuit du Ve siècle",
  - VI: "Le tournant du IVe siècle"; in collaborazione con G. Brizzi,
  - VII: "La marche vers le sud",
  - VIII: "La rencontre de Rome et de l’hellénisme", pp. 11–336, bibliografia pp. 923–968.
- (FR)  Les urnes cinéraires étrusques de l’époque hellénistique, catalogo del Museo del Louvre, con M.-F. Briguet, Parigi, 2002; contributo personale: seconda parte, «Les inscriptions», pp. 181–243.